# Atletiek op de Paralympische Zomerspelen 2024 - 1500 m mannen T54
De 1500 meter voor mannen klasse T54 op de Paralympische Zomerspelen 2024 vond plaats op 2 september (series) en 3 september (finale) in het Stade de France. Deze klasse is voor atleten met onderbreking van de zenuwen in de lagere delen van de rug, zonder beenfunctie, maar met een bijna volledige armfunctie en een redelijke tot normale rompfunctie. De winnaar van 2020 was Marcel Hug uit Zwitserland. Hij werd in 2024 opgevolgd door Jin Hua uit China, Marcel Hug behaalde het zilver en Dai Yumqiang uit China won de bronzen medaille.

## Records
Voorafgaand aan het toernooi waren dit het wereldrecord en het Paralympisch record.
| Wereldrecord        | Zwitserland Marcel Hug | 2:43.37 | Dubai | 27 februari 2023 |
| Paralympisch record | Zwitserland Marcel Hug | 2:49.55 | Tokio | 31 augustus      |

## Series
De eerste vijf van beide series kwalificeerden zich direct voor de finale.

#### Serie 1
| Rang | Naam              | Naam | Tijd    | Bijz. |
| ---- | ----------------- | ---- | ------- | ----- |
| 1    | Jin Hua           | CHN  | 2:56.05 | Q     |
| 2    | Dai Yumqiang      | CHN  | 2:57.28 | Q     |
| 3    | Nathan Maguire    | GBR  | 2:57.41 | Q     |
| 4    | Yassine Gharbi    | TUN  | 2:57.48 | Q, SB |
| 5    | Marcel Hug        | SUI  | 2:58.42 | Q     |
| 6    | Putharet Khongrak | THA  | 2:58.57 |       |
| 7    | Aaron Pike        | USA  | 2:58.86 |       |
| 8    | Brent Lakatos     | CAN  | 2:59.19 | SB    |
| 9    | Samuel Rizzo      | AUS  | 3:02.92 |       |

### Serie 2
| Rang | Naam                  | Naam | Tijd    | Bijz. |
| ---- | --------------------- | ---- | ------- | ----- |
| 1    | Daniel Romanchuk      | USA  | 3:05.10 | Q     |
| 2    | Faisal Alrajehi       | KUW  | 3:05.16 | Q     |
| 3    | Luo Xingchuan         | CHN  | 3:05.19 | Q     |
| 4    | Phiphatphong Sianglam | THA  | 3:05.26 | Q     |
| 5    | Tomoki Suzuki         | JPN  | 3:05.31 | Q     |
| 6    | David Weir            | GBR  | 3:05.35 |       |
| 7    | Daniel Sidbury        | GBR  | 3:05.44 |       |
| —    | Saichon Konjen        | THA  | DNS     |       |

## Finale
| Rang   | Naam                  | Naam | Tijd    | Bijz. |
| ------ | --------------------- | ---- | ------- | ----- |
| Goud   | Jin Hua               | CHN  | 2:49.93 |       |
| Zilver | Marcel Hug            | SUI  | 2:52.59 |       |
| Brons  | Dai Yumqiang          | CHN  | 2:53.54 | PB    |
| 4      | Phiphatphong Sianglam | THA  | 2:53.71 |       |
| 5      | Nathan Maguire        | GBR  | 2:53.76 |       |
| 6      | Luo Xingchuan         | CHN  | 2:53.90 | PB    |
| 7      | Tomoki Suzuki         | JPN  | 2:53.99 |       |
| 8      | Yassine Gharbi        | TUN  | 2:54.27 | SB    |
| 9      | Daniel Romanchuk      | USA  | 2:54.31 | SB    |
| 10     | Faisal Alrajehi       | KUW  | 2:54.60 |       |